# Smokefest Underground
Smokefest Underground je kompilacijski album repera Snoop Dogga iz 1998. godine. Album je sniman nakon što je Snoop Dogg napustio Death Row Records. Za pjesmu "Ride On" je snimljen spot koji se nalazi na filmu Caught Up. Snoop je album posvetio svojoj turneji Smokefest World Tour 1998. godine. Pjesme koje se nalaze na albumu su starije neobjavljene pjesme iz diskografske kuće Death Row Records.

## Popis pjesama
| Br. | Skladba                                             | Trajanje |
| --- | --------------------------------------------------- | -------- |
| 1.  | »I Will Survive« (featuring Techniec & Soopafly)    | 4:48     |
| 2.  | »Tommy« (featuring Daz Dillinger)                   | 5:07     |
| 3.  | »Hoez« (featuring Luther Campbell & Tha Dogg Pound) | 3:33     |
| 4.  | »Cee Walkin'«                                       | 4:53     |
| 5.  | »Don't Do the Crime«                                | 4:03     |
| 6.  | »Too Blacc«                                         | 5:16     |
| 7.  | »Gold Rush (Lite Mix)«                              | 4:52     |
| 8.  | »Change Gone Come« (featuring Val Young)            | 4:34     |
| 9.  | »Hit Roccs«                                         | 5:48     |
| 10. | »Last Meal«                                         | 4:10     |
| 11. | »Ride On (Remix)« (featuring Kurupt)                | 4:31     |